# 아흐메드 왕자의 모험
아흐메드 왕자의 모험(The Adventures Of Prince Achmed, Die Abenteuer Des Prinzen Achmed)은 독일에서 제작된 로테 라이니거 감독의 1926년 애니메이션 영화이다. 오늘날까지 남아 있는 장편 애니메이션 영화 가운데 가장 오래된 것 중 하나이다. 더 오래된 장편 애니메이션 중에는 키리노 카스티아니 감독의 작품들이 있으나 분실되었다.
내용은 알라딘 등 천일야화의 여러 요소에 기반을 둔다.